# Кіаран Гайндс
Кіаран Хайндс (англ. Ciarán Hinds [ˈkɪərɔːn ˈhaɪndz]; нар. 9 лютого 1953, Белфаст, Північна Ірландія) — ірландський актор, який розпочав свою кар'єру в 1976 році на сцені театру The Citizens Theatre в Глазго. Учасник театрального проекту Пітера Брука, який інтерпретує епос «Махабхарата» (в ролі Ашваттхами).
Серед його найвідоміших робіт у кіно — «Переконання», «Джейн Ейр», «Лара Крофт: Розкрадача гробниць 2 — Колиска життя», «Привид Опери» і «Мюнхен». На телебаченні — роль Гая Юлія Цезаря у серіалі «Рим» (HBO) та Манса-Розбійника у серіалі «Гра престолів».

## Біографія
Народився в сім'ї католиків у Белфасті (Північна Ірландія), наймолодший і єдиний син із п'ятьох дітей. Батько — лікар, мати — шкільна вчителька. Здобув середню освіту в St Malachy's College (Ольстер). Акторську майстерність вивчав у Королівській академії драматичного мистецтва.

### Особисте життя
Живе у Парижі разом із французькою актрисою в'єтнамського походження — Елен Патаро, з якою познайомився під час постановки «Махабхарати» у 1987 році. У них є дочка Іфе (Aoife) (нар. 1991).

## Фільмографія

### Кінофільми
| Рік  |    | Українська назва                               | Оригінальна назва                             | Роль                              |
| ---- | -- | ---------------------------------------------- | --------------------------------------------- | --------------------------------- |
| 1981 | ф  | Екскалібур                                     | Excalibur                                     | Лот                               |
| 1989 | ф  | Кухар, злодій, його дружина та її коханець     | The Cook, the Thief, His Wife & Her Lover     | Корі                              |
| 1991 | ф  | Наречена грудня                                | December Bride                                | Френк Ечлін                       |
| 1995 | ф  | Переконання                                    | Persuasion                                    | Фредерік Вентворт                 |
| 1995 | ф  | Коло друзів                                    | Circle of Friends                             | професор Флінн                    |
| 1996 | ф  | Мері Райлі                                     | Mary Reilly                                   | сер Данверс Керью                 |
| 1996 | ф  | Сини                                           | Some Mother's Son                             | Денні Бойл                        |
| 1997 | ф  | Оскар і Люсінда                                | Oscar and Lucinda                             | преподобний Денніс Хессет         |
| 1998 | ф  | Місто Титанік                                  | Titanic Town                                  | Ейдан МакФелаймі                  |
| 1999 | ф  | Дорога до пекла                                | The Lost Son                                  | Карлос                            |
| 2000 | ф  | Вага води                                      | The Weight of Water                           | Луї(с) Вагнер                     |
| 2002 | ф  | Ціна страху                                    | The Sum of All Fears                          | президент Росії Олександр Немеров |
| 2002 | ф  | Проклятий шлях                                 | Road to Perdition                             | Фінн Макговерн                    |
| 2003 | ф  | Полювання на Вероніку                          | Veronica Guerin                               | Джон Трейнор                      |
| 2003 | ф  | Лара Крофт розкрадачка гробниць: колиска життя | Lara Croft Tomb Raider: The Cradle of Life    | Джонатан Рейсс                    |
| 2003 | ф  | Дівчата з календаря                            | Calendar Girls                                | Род Харпер                        |
| 2003 | ф  | Вирок                                          | The Statement                                 | Пошон                             |
| 2004 | ф  | Мікібо і я                                     | Mickybo and Me                                | Jonjo's Da                        |
| 2004 | ф  | Привид опери                                   | The Phantom of the Opera                      | Рішар Фірмен                      |
| 2005 | ф  | Мюнхен                                         | Munich                                        | Карл                              |
| 2006 | ф  | Поліція Маямі: Відділ моралі                   | Miami Vice                                    | агент ФБР Фуджима                 |
| 2006 | ф  | Дивовижна легкість                             | Amazing Grace                                 | лорд Терлетон                     |
| 2006 | ф  | Хвіст тигра                                    | The Tiger's Tail                              | батько Енді                       |
| 2006 | ф  | Божественне народження                         | The Nativity Story                            | Ірод I Великий                    |
| 2007 | ф  | Холлем Фоу                                     | Hallam Foe                                    | Джуліус Фоу                       |
| 2007 | ф  | Марго на весіллі                               | Margot at the Wedding                         | Дік Кусман                        |
| 2007 | ф  | Нафта                                          | There Will Be Blood                           | Флетчер Хемілтон                  |
| 2008 | ф  | Залягти на дно в Брюгге                        | In Bruges                                     | священик                          |
| 2008 | ф  | Міс Петтігрю живе одним днем                   | Miss Pettigrew Lives for a Day                | Джо Бломфілд                      |
| 2008 | ф  | Війна з примусу                                | Stop-Loss                                     | Рой Кінг                          |
| 2008 | ф  | Відчайдушні шахраї                             | Cash                                          | Берньюс                           |
| 2008 | мф | Пригоди Десперо                                | The Tale of Despereaux                        | Боттічеллі                        |
| 2009 | ф  | Відьмина гора                                  | Race to Witch Mountain                        | Генрі Берк                        |
| 2009 | ф  | Затемнення                                     | The Eclipse                                   | Майкл Фарр                        |
| 2009 | ф  | Життя у воєнні часи                            | Life During Wartime                           | Білл Мейплвуд                     |
| 2011 | ф  | Гаррі Поттер і Смертельні реліквії: Частина 2  | Harry Potter and the Deathly Hallows: Part II | Аберфорт Дамблдор                 |
| 2011 | ф  | Розплата                                       | The Debt                                      | Девід                             |
| 2011 | ф  | Обряд                                          | The Rite                                      | батько Ксав'єр                    |
| 2011 | ф  | Бульвар порятунку                              | Salvation Boulevard                           | Джим Хант                         |
| 2011 | ф  | Шпигун, вийди геть!                            | Tinker, Tailor, Soldier, Spy                  | Рой Бленд                         |
| 2011 | ф  | Берег                                          | The Shore                                     | Джим                              |
| 2011 | ф  | Примарний вершник: Дух помсти                  | Ghost Rider: Spirit of Vengeance              | Мефісто / Рорк                    |
| 2012 | ф  | Жінка у чорному                                | The Woman in Black                            | містер Дейлі                      |
| 2012 | ф  | Джон Картер: між двох світів                   | John Carter                                   | Тардос Морс                       |
| 2013 | ф  | Замкнений ланцюг                               | Closed Circuit                                | Девлін                            |
| 2013 | ф  | Зникнення Елеанор Ріґбі                        | The Disappearance of Eleanor Rigby            | Спенсер Ладлоу                    |
| 2013 | мф | Крижане серце                                  | Frozen                                        | Король тролів (голос)             |
| 2015 | ф  | Останні дні в пустелі                          | Last Days in the Desert                       | Батько                            |
| 2015 | ф  | Хітмен: Агент 47                               | Hitman: Agent 47                              | доктор Петро Аронович Литвенко    |
| 2016 | ф  | За кров до перемоги                            | Bleed for This                                | Анджело Пацієнца                  |
| 2016 | ф  | Мовчання                                       | Silence                                       | Отець Валіньяно                   |
| 2017 | ф  | Жінка йде попереду                             | Woman Walks Ahead                             | Отець Валіньяно                   |
| 2017 | ф  | Ліга справедливості                            | Justice League                                | Степовий Вовк                     |
| 2018 | ф  | Червоний горобець                              | Red Sparrow                                   | генерал Олексій Захаров           |
| 2018 | ф  | Медовий місяць                                 | Elizabeth Harvest                             | Генрі                             |
| 2018 | ф  | Перша людина                                   | First Man                                     | Роберт Р. Гілрут                  |
| 2019 | мф | Холодне серце 2                                | Frozen                                        | Король тролів (голос)             |
| 2021 | ф  | Ліга справедливості Зака Снайдера              | Zack Snyder's Justice League                  | Степовий Вовк                     |
| 2021 | ф  | Белфаст                                        | Belfast                                       | Поп                               |
| 2022 | ф  | Диво                                           | The Wonder                                    | отець Таддеус                     |
| 2023 | ф  | На землі святих і грішних                      | In the Land of Saints and Sinners             | Вінні О'Ші                        |
| 2023 | ф  | Сімейний план                                  | The Family Plan                               | Маккефрі                          |
|      | ф  |                                                | Anna                                          | Дмитро Муратов                    |

### Телебачення
| Рік       |    | Українська назва               | Оригінальна назва                         | Роль                                       |
| --------- | -- | ------------------------------ | ----------------------------------------- | ------------------------------------------ |
| 1989      | с  | Магабгарата                    | The Mahabharata                           | Ашваттгама (3 епізоди)                     |
| 1994      | с  | Пригоди Шерлока Холмса         | The Memoirs of Sherlock Holmes            | Джим Браунер (Епізод: "The Cardboard Box") |
| 1996      | с  | Байки зі склепу                | Tales from the Crypt                      | Джек Лінч (Епізод: "Confession")           |
| 1997      | тф | Джейн Ейр                      | Jane Eyre                                 | Едвард Рочестер                            |
| 2000      | с  | Ясон та аргонавти              | Jason and the Argonauts                   | цар Есон (2 епізоди)                       |
| 2004      | тф | Мер Кестербріджа               | The Mayor of Casterbridge                 | Майкл Хенчард                              |
| 2005—2007 | с  | Рим                            | Rome                                      | Гай Юлій Цезар (13 епізодів)               |
| 2009—2012 | с  | Поза підозрою                  | Above Suspicion                           | Джеймс Ленктон (11 епізодів)               |
| 2012      | с  | Політичні тварини              | Political Animals                         | Бад Хеммонд (6 епізодів)                   |
| 2013—2015 | с  | Гра престолів                  | Game of Thrones                           | Манс Нальотчик (5 епізодів)                |
| 2016      | с  | Шетланд                        | Shetland                                  | Майкл Магвайр (6 епізодів)                 |
| 2018      | с  | Терор                          | The Terror                                | Джон Франклін (3 епізоди)                  |
| 2021      | с  | Рідня                          | Kin                                       | Імон Каннінгем (8 епізодів)                |
| 2022—2024 | с  |                                | The Dry                                   | Том Шерідан (16 епізодів)                  |
| 2022      | с  | Англійка                       | The English                               | Річард Воттс (S1-E1)                       |
| 2024      | с  | Володар перснів: Персні влади  | The Lord of the Rings: The Rings of Power | Темний чаклун (5 епізодів)                 |
| 2025      | с  | Вузька стежка на Далеку Північ | The Narrow Road to the Deep North         | Дорріго Еванс (5 епізодів)                 |